# Spread Firefox 2006 Summer

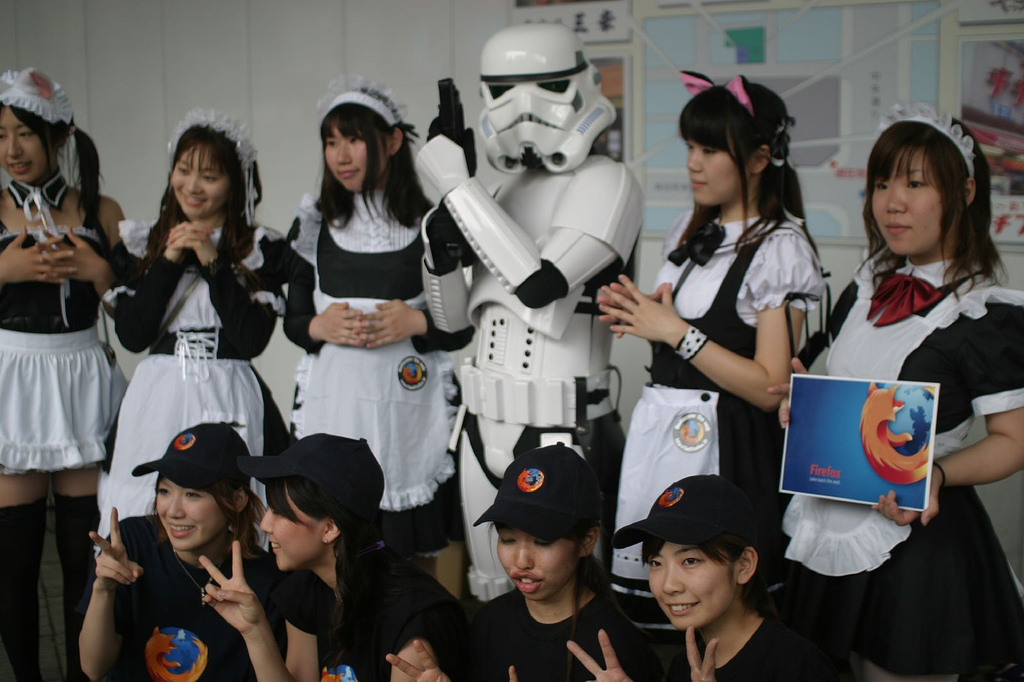
Spread Firefox in 秋葉原

Spread Firefox 2006 Summer（スプレッド ファイアーフォックス 2006 サマー）は、Firefoxの推進サイトであるSpread Firefoxが2006年7月に日本で行ったキャンペーンである。
Spread Firefoxのキャンペーンは各国で行われて来たが、日本ではSpread Firefox 2006 Summerが初開催となった。また街頭でのキャンペーンはSpread Firefox初の試みである。

## オーバービュー

### Spread Firefox in 秋葉原
2006年7月8日から2006年7月9日に掛けて、東京都千代田区の神田明神通り沿いおよび秋葉原駅前の3ヶ所で行われた。Firefoxが入った特製CD-ROM、ポストカード、ステッカーを6000組も配布するという成果を残した。これは用意していた配布分すべてである。
ゲストとしてスター・ウォーズのキャラクターが呼ばれた。また、Firefoxの宣伝であるのにメイドのコスプレを使用したことが一部の批判を呼んだ。

### Spread Firefox in 渋谷
7月15日に東京都渋谷区の渋谷マークシティのイベントスペースで行われた。英語圏のユーザ投稿CM、Firefox Flicksの上映や、実際にFirefoxを使ってみるタッチアンドトライコーナー、抽選会も行われた。約3000枚のCDを配布した。

### Spread Firefox in 鎌倉
7月22日に神奈川県鎌倉市の中央海岸で行われた。